# Austrium
Austrium ist der von Eduard Linnemann im Jahre 1886 vorgeschlagene Name für ein neues chemisches Element. Linnemann befasste sich als Chemiker an der Deutschen Universität zu Prag im Verlauf mehrerer Jahre mit der Untersuchung des Minerals Orthit (gewonnen in Arendal, Norwegen), wobei er vermeinte, dass die von ihm dabei ermittelten Spektrallinien bei 4165 bzw. 4030 Ångström keinem der damals bekannten Elemente zuzuschreiben gewesen wären. Die Publikation dieser Erkenntnisse erfolgte jedoch erst knapp nach seinem Tod durch Ferdinand Lippich, der das Manuskript bei der Kaiserlichen Akademie der Wissenschaften in Prag einreichte, wo es in der Sitzung vom 6. Mai 1886 behandelt und daraufhin in der Zeitschrift Monatshefte für Chemie veröffentlicht wurde.
In der Folge wies jedoch Paul Émile Lecoq de Boisbaudran darauf hin, dass Linnemanns Ergebnisse durchaus mit dem von Lecoq selbst bereits 1875 beschriebenen Element Gallium in Einklang gebracht werden können. Schließlich nahm sich Richard Pribram, ein Schüler Linnemanns, an der Universität von Czernowitz der Fragestellung an, und konnte bestätigen, dass Linnemanns Austrium tatsächlich kein neues Element darstellte, sondern vielmehr – wie von Lecoq bereits vermutet – nichts anderes als Gallium war. Gleichzeitig wähnte nun Pribram seinerseits, noch unidentifizierte Spektrallinien eines neuen Elements entdeckt zu haben, für welches er in Reverenz an Linnemann wiederum den Namen Austrium vorschlug. Letztlich konnte in weiteren Untersuchungen auch diese Hypothese nicht bestätigt werden.